# Флаг Касимова
Флаг «муниципального образования — городской округ город Каси́мов Рязанской области» Российской Федерации — опознавательно-правовой знак, составленный и употребляемый в соответствии с вексиллологическими правилами, служащий символом муниципального образования, единства его территории, населения, прав и самоуправления.
Флаг утверждён 16 мая 2000 года и внесён в Государственный геральдический регистр Российской Федерации с присвоением регистрационного номера 900.

## Описание
Описание флага, утверждённого 16 мая 2000 года решением Касимовской городской Думы Рязанской области № 40/4, гласило:

Флаг города Касимова представляет собой прямоугольное синее полотнище с соотношением ширины к длине 2:3, воспроизводящее фигуру из г. Касимова с двумя жёлтыми полосами вдоль верхней и нижней сторон в 1/8 ширины полотнища.

Описание флага утверждённое 13 февраля 2003 года решением Касимовской городской Думы № 16/4, гласит

Флаг муниципального образования — город Касимов представляет собой прямоугольное двустороннее синее полотнище с отношением ширины к длине 2:3, воспроизводящее фигуру гербового щита с двумя жёлтыми полосами вдоль верхней и нижней стороны полотнища в 1/8 ширины полотнища.

Геральдическое описание герба гласит: «В лазоревом поле — золотое корабельное основание, нос которого увенчан короной, украшенной самоцветами…»

## Символика
Флаг разработан на основе современного герба муниципального образования — город Касимов, внесённого в Государственный геральдический регистр под № 290.
Современный герб муниципального образования — город Касимов создан на основе исторического герба, утверждённого 29 марта (9 апреля) 1779 года, описание которого гласит: «В 1-й части щита, в золотом поле, часть герба Рязанского: серебряный меч и ножны, положенные накрест, над ними зелёная шапка, какова на Князе в наместническом гербе. Во 2-й части, в голубом поле, корабельное основание, означающее, что из сего места доставляются к строению корабельному принадлежащие леса».
Жёлтые полосы вдоль верхнего и нижнего краёв полотнища подчёркивают принадлежность города Касимова к Рязанской области, основной цвет символики которой золотой (жёлтый).